# Frontiera între Bulgaria și România
Frontiera între Bulgaria și România este o frontieră internațională, lungă de 631,3 kilometri, care delimitează teritoriile Bulgariei și României. Ea urmează linia Dunării pe o mare parte din parcursul ei. Înființată odată cu proclamarea autonomiei Principatului Bulgariei, în 1878, granița bulgaro-română s-a modificat pe măsură ce Cadrilaterul trecea de la un stat la altul (bulgar până în 1913, română din 1913 în 1940). În cele din urmă, Cadrilaterul a fost atribuit Bulgariei prin Tratatul de la Craiova (1940).
În prezent, ea are o lungime de 631,3 km, dintre care 139,1 km este frontieră terestră, 470,0 km frontieră fluvială și 22,2 km frontieră maritimă.

## Caracteristici

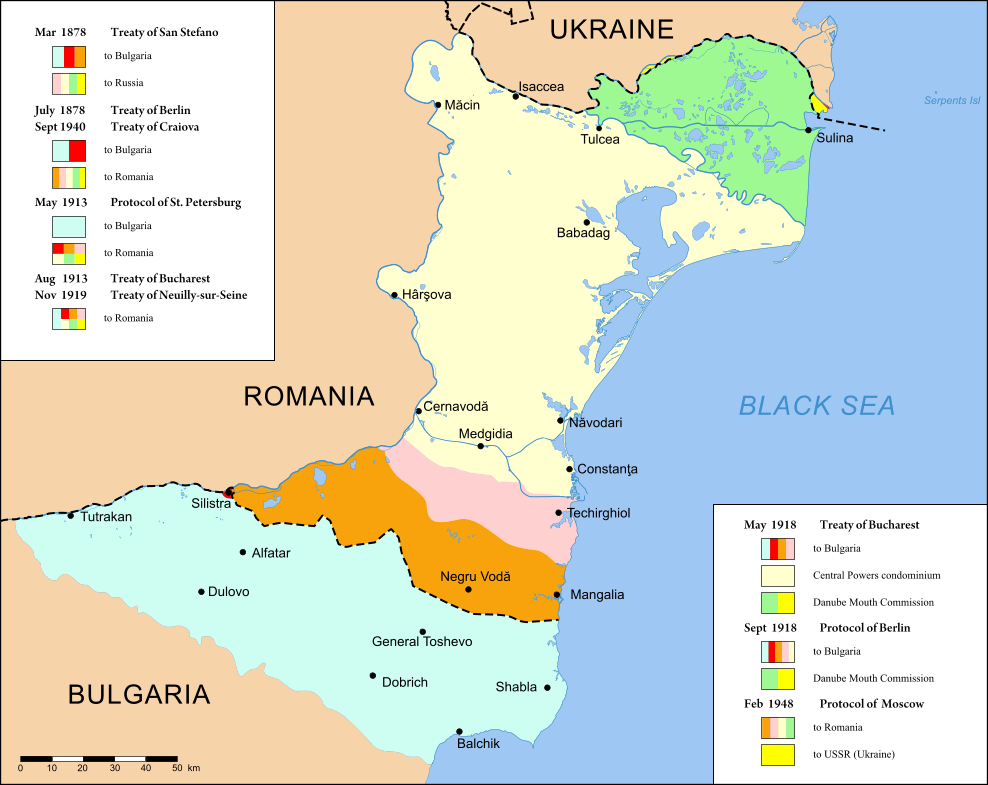
Modificări ale apartenenţei Dobrogei din 1878 şi până în prezent

Frontiera româno-bulgară datează din anul 1878, ca urmare a deciziilor luate la Congresul de la Berlin. În acel an, România și-a obținut independența și a primit partea de nord a Dobrogei (care a fost ocupată până atunci de Imperiul Otoman). Partea de sud a Dobrogei (cunoscută sub denumirea de Cadrilater) a rămas sub controlul otoman.
În același an, s-a proclamat și Principatul autonom al Bulgariei, care a obținut independența în anul 1908. În cei 30 de ani până la obținerea independenței, statul bulgar a căutat să-și mărească teritoriul. În 1912-1913, Bulgaria a fost implicată în războaiele balcanice, intrând în conflict de partea Greciei și a Serbiei împotriva Imperiului Otoman și apoi împotriva foștilor aliați în încercarea disperată de a-și câștiga unitatea națională și de a-și extinde teritoriul.
În 1913, după ce a fost învinsă în al doilea război balcanic, Bulgaria a pierdut mare parte din teritoriul cucerit în primul război. Ca urmare a celor decise prin Tratatul de la București (1913), România a obținut și partea de sud a Dobrogei (Cadrilaterul). În mai 1918, prin Tratatul de la București, România a fost obligată să cedeze Bulgariei partea de sud a Dobrogei (Cadrilaterul), precum și o parte din Dobrogea de nord (care conținea printre altele localitățile Mangalia, Techirghiol și Negru Vodă), în timp ce restul regiunii, deși în proprietatea nominală a României, urma să rămână sub controlul Puterilor Centrale.
În noiembrie 1919, prin Tratatul de pace de la Neuilly sur Seine, s-a restabilit frontiera româno-bulgară hotărâtă în Tratatul de pace de la București din 10 august 1913 (Cadrilaterul, precum și părți din Dobrogea de Nord au reintrat în componența României).
În calitate de stat aliat cu Germania nazistă, Bulgaria a făcut presiuni pentru începerea de negocieri cu România în scopul rectificării frontierelor. În septembrie 1940, prin Tratatul de la Craiova, România a cedat Bulgariei Cadrilaterul.
Frontiera se află în majoritate de-a lungul fluviului Dunărea, din dreptul orașului Bregovo (Bulgaria) până la Silistra (Bulgaria) și Călărași (România). De acolo, fluviul urmează un traseu spre nord, granița fiind stabilită pe uscat până când atinge țărmul Mării Negre între Șabla (Bulgaria) și Mangalia (România).

## Puncte de trecere a frontierei
Frontiera româno-bulgară este cuprinsă între localitățile Pristol (județul Mehedinți) și Vama Veche (județul Constanța).
Pe acest sector se află 14 puncte pentru controlul trecerii frontierei, toate în regim de trafic internațional (7 portuare, 6 rutiere și 2 feroviare):
- Giurgiu (GR) - Ruse (P) - rutier
- Călărași (CL) - Silistra (CC) - rutier (bac)
- Ostrov (CT) - Silistra (CC) - rutier
- Negru Vodă (CT) - Kardam (TX) - rutier
- Vama Veche (CT) - Durankulak (TX) - rutier
- Giurgiu (GR) - Ruse (P) - feroviar
- Negru Vodă (CT) - Kardam (TX) - feroviar
- Calafat (DJ) - Vidin (BH) - portuar și rutier (a se vedea Podul Calafat-Vidin)
- Bechet (DJ) - Rahova (Oreahovo) (BP) - portuar
- Corabia (OT) - Măgura (EH) - portuar
- Turnu Măgurele (TR) - Nicopole (Nikopol) (EH) - portuar
- Zimnicea (TR) - Sviștov (BT) - portuar
- Oltenița (CL) - Turtucaia (Tutrakan) (CC) - portuar
- Călărași (CL) - Silistra (CC) - portuar